# Gothic metal
Gothic metal, goth metal eller gotisk metal er en undergenre af heavy metal. Den kombinerer den mørke, melankolske gothic rock med de aggressive træk fra heavy metal. Genren opstod i 1990'erne, hvor den udsprang fra death/doom metal, en fusion af døds- og doom metal. Gothic metal-bands kendt for, at indføre den gotiske musikstil til forskellige former for heavy metal. Sangteksterne er generelt melodramatiske og sørgmodige med inspiration fra gotisk fiktion såvel som bandmedlemmernes personlige oplevelser.
Blandt pionerer indenfor gotisk metal er Paradise Lost, My Dying Bride og Anathema, som alle er fra det nordlige England. Andre pionerer fra den første halvdel af 1990'erne inkluderer Type O Negative fra USA, Tiamat fra Sverige og The Gathering fra Holland. En andet vigtigt band, det norske Theatre of Tragedy, skabte begrebet "skønheden og udyret," en musikstil som æstetisk kombinerer aggressive mandlige vokaler med rene kvindelige vokaler Denne kontrast er siden blevet brugt af mange gothic metal-grupper. I midten af 1990'erne introducerede Moonspell og Cradle of Filth den gotiske musikstil til black metal. Ved slutningen af årtiet var en symfonisk metal-variant af gothic metal også dukket op, skabt af bands som Tristania og Within Temptation.
I det 21. århundrede har gothic metal flyttet sig tættere på Europas mainstreammusik, særligt i Finland hvor grupper som The 69 Eyes, Entwine, HIM, Lullacry, Poisonblack og Sentenced har udgivet hitsingler eller album, der toppede hitlisterne. I USA er det alligevel kun få bands som Lacuna Coil og Evanescence, der har fået kommerciel succes.

## Egenskaber

### Musik
De musikalske træk indenfor gothic metal er generelt karakteriseret ved en mørk atmosfære. Adjektivet "mørk" er almindeligvis brugt til generelt at beskrive gotisk musik, mens andre ord der er mindre jævnligt brugt, inkluderer dybde, depressiv, romantisk, lidenskabelig og intens.
Gothic metal er også blevet beskrevet som "en kombination af heavy metal med mørket og melankolien fra goth rock".
All Music Guide definerer genren som "den trøstesløse iskolde atmosfære fra goth rock kombineret med de høje guitarer og aggressioner fra heavy metal", og gør yderligere opmærksom på, at "rigtig goth metal har altid en direkte indflydelse fra goth rock – overjordiske synthesizere og uhyggelig opbygning er lige så vigtigt som guitarriffs, måske endda endnu vigtigere.
Gotisk metal er en meget varierende genre med bands der følger mange forskellige retninger, lige fra "langsomme og knusende variationer" til "orkestrale og bombastiske." Doom metals tidlige pionerer som Paradise Lost og My Dying Bride har for alvor inspireret grupper som Artrosis, Ava Inferi og Draconian. Fusionen af gothic metal med black metal, som blev introduceret af Cradle of Filth og det tidlige Moonspell, kan også høres hos senere bands som Graveworm, Drastique og Samsas Traum, mens præget af symfonisk metal fra Tristania og Within Temptation kan findes hos grupper som Epica og After Forever. Andre variationer inkluderer dødsmetal fra Trail of Tears, folk metal fra Midnattsol og alternativ metal fra Katatonia.
Der er flere forskellige vokalstile indenfor gothic metal. Mandlige vokalstile i genren går ofte fra growl og black metal-skrig som Dani Filth (Cradle of Filth) og Morten Veland (Tristania) til rene vokaler som Østen Bergøy (Tristania), og baritonvokal som bruges af Peter Steele (Type O Negative). For kvindelige sangere inkluderer de forskellige stile blandt andet skrig og growl som fra af Cadaveria, de "poppede" vokaler brugt af Tanja Lainio fra Lullacry og operasopranstilen af Vibeke Stene fra Tristania. Der er flere kvindelige sangere i gotisk metal, end der er i andre undergenrer af heavy metal, men kvindelige vokaler er ikke nødvendigvis ensbetydende med genren. Liv Kristine fra Theatre of Tragedy og Leaves' Eyes gør opmærksom på, at begrebet "gothic" ofte er misforstået, og har udtalt: "ikke alle bands med en kvindelig vokalist er gotiske bands". Genren er også kendt for at tiltrække flere kvindelige fans end andre heavy metal-undergenrer.

### Sangtekster
Sangteksterne indenfor gothic metal er kendt for oftest at være "episke og melodramatiske."
De tre engelske bands, der hjalp med at udvikle genren, har med deres sorgfulde og depressive tekster rødder i doom metal: My Dying Brides musik er blevet beskrevet som "dryppende med forræderi og smerte" fra en "poetisk fascination med svigt og synd af enhver variation." Sangtekster der fokuserer på selvmord og livets meningsløshed, kan findes hos Anathema, mens Paradise Lost også er blevet nævnt som en gruppe, der "aldrig har mistet deres depressive kant."
Gotisk fiktion, en litterær genre der blander horror og romantik, har været en inspirerende kilde for mange gothic metal-bands' sangtekster, deriblandt Cadaveria, Cradle of Filth, Moonspell, Theatres des Vampires og Xandria.
Anmelder Ed Rivadavia fra All Music Guide identificerer drama og "sørgmodig skønhed" som fornødne elementer i genren. My Dying Bride har brugt temaer som "død og håbløshed, tabt kærlighed og romantik" flere gange fra forskellige vinkler. Det almindelige gotiske tema om tabt kærlighed er et emne, der er blevet brugt på af gothic metal-bands som Theatre of Tragedy og Leaves' Eyes.
Sangtekster baseret på personlige oplevelser er et andet almindeligt indhold for mange goth metal-grupper såsom Anathema, Elis, Tiamat, Midnattsol og The Old Dead Tree.
Graveworm bevægede sig væk fra fantasyhistorier til fordel for personlige sangtekster, da de fandt dem mere passende i deres musikalske stil.
Teksterne fra det italienske band Lacuna Coil indeholder heller ikke "fantasy eller noget, du ikke kan finde i virkeligheden", da deres sangerinde Cristina Scabbia ønsker, at folk skal kunne identificere sig med hendes bands sangtekster. Ligeledes handler gruppen Lullacry's tekster om kærlighed, had, lidenskab og smerte, da de mener at en person lettere kan relatere til sangen, når den omhandler "menneskelige forhold."

## Historie

### Forløbere

#### Heavy metal
Heavy metal bliver af mange fra den gotiske subkultur opfattet som "den rå og grove macho-modsætning til alt hvad deres musik står for." I kontrast til den "blødere" og "mere feminine" karakter af gotisk musik, er heavy metal-genren typisk associeret med aggression, sexisme og maskulinitet. Til trods for denne forskel har nogle identificeret Black Sabbaths debutalbum fra 1969 som den første "goth-rock" plade. Forfatteren Gavin Baddeley bemærker, at albummets titelspor "beskriver en satanisk ceremoni, fuldendt med lydeffekter, som eksempelvis drivende regn og ringende klokker, mens albumomslaget viser en sortkappet, spøgelsesagtig pige på en kirkegård skudt gennem et sygeligt blegt okkerfilter." Andre har beskrevet Black Sabbath som "de absolutte prototyper indenfor gothic-heavy."
Den "svage middelalderlige moltoneartede lyd" fra Rainbow, Dio og Judas Priest er også blevet beskrevet som "gotisk", og har været forudgående for "opstandelsen af goth rock såvel som post-punk-genren."
Bandene Blue Öyster Cult og Iron Maiden har haft nogle gotiske sangtekster i deres musik som eksempelvis numrene "(Don't Fear) The Reaper" og "Phantom of the Opera". Det danske metalband Mercyful Fate har også fremvist, hvad der beskrives som "en gotisk besættelse af ondskab og okkultisme." Frontmanden King Diamond fortsatte med at udforske sin interesse i gotisk historiefortælling, efter at have skabt en solokarriere under sit eget navn, ved at udgive "en serie af konceptalbums, der omhandlede gotiske horrorhistorier med lydeffekter og sange."
Gennem 1980'erne lagde den tidligere frontmand fra The Misfits, Glenn Danzig, "beslag på ingenmandslandet mellem goth og heavy metal" ved opløsningen af hans andet band Samhain i 1988 og dannelsen af sin egen gruppe Danzig, som kombinerede heavy metal-riffs med "en tung, romantiseret, dyster gotisk følsomhed."
Den schweiziske gruppe Celtic Frost var en anden forløber for gothic metal, ved at overføre indflydelserne fra gothic rock bands som Bauhaus og Siouxsie & the Banshees til deres egne album. Bandets radikale fusion af voldsom black metal og elementer fra klassisk musik blev navngivet "avantgarde", og havde en stor indvirkning på udviklingen af europæisk heavy metal. Christofer Johnsson fra symfonisk metal-bandet Therion anser Celtic Frosts album Into the Pandemonium fra 1987 for i særdeleshed at have spillet en vigtig rolle i den opstående "bølge" af gotiske og symfoniske bands", han har ydermere udtalt at i 1990'erne ville hverken hans gruppe, Therion, eller Paradise Lost have lydt som de gjorde uden Celtic Frost".

#### Gothic rock
Gothic rock udsprang af post-punk i 1980'erne, og ved årtiets slutning havde genren delt sig op i to forskellige retninger med bands som The Cure, Mission U.K. og Siouxsie & the Banshees, der indarbejdede flere "pop og alternative elementer," i deres musik mens The Sisters of Mercy, Fields of the Nephilim og Christian Death skabte en "tungere og mere metalinspireret musik." The Sisters of Mercy var en af de førende gothgrupper i 1980'erne, hvor de spillede noget der er beskrevet som "en langsom, dyster, tung hybrid af metal og psykedelia, hvor dancerytmer også blev brugt." Bandet udgav kun tre album, hvoraf deres debut var First and Last and Always fra 1985. Deres sidste album Vision Thing udkom i 1990 som et af de tidligste forsøg på at blande gotisk musik med heavy metal. Fields of the Nephilim udgav også kun tre studiealbum før deres opløsning i 1991. De er sidenhen blevet genforenet, har udgivet flere album og er blevet anerkendt for deres indflydelse på "en overflod af metalbands" tidligt i det 21. århundrede, "der indarbejdede tydelige gothelementer i deres lyd – specielt påvist i deres påskønnelse af symfoni og keyboardlyde, (såvel som deres mode)."
Ifølge All Music Guide "dukkede goth metal først op i starten og midten af 1980'erne centreret omkring Los Angeles' såkaldte 'death-rock'-scene, ledet af Christian Death".
Anset som "den amerikanske goth rocks grundlægger" gennemgik Christian Death større ændringer i 1985, da bandets stifter og leder Rozz Williams forlod dem. Guitarist Valor Kand overtog tøjlerne, og under hans lederskab begyndte Christian Death efterfølgende at bevæge sig i en mere metalorienteret retning. Faktisk er deres album fra 1988 Sex and Drugs and Jesus Christ blevet beskrevet af anmelder Steve Huey som "heavy goth rock som grænser op til metal".

### Oprindelse

#### Peaceville Three
Den musikalske stil gothic metal "begyndte for alvor at udvikle sig som en genre tidligt i 1990'ernes Nordengland" med bandene Paradise Lost, My Dying Bride og Anathema, der repræsenterede "kernen af bevægelsen." Alle tre grupper havde en kontrakt med pladeselskabet Peaceville Records tidligt i 1990'erne, og har siden været kendt som Peaceville Three. Musikalsk havde de rødder i "hektisk dødsmetal, men var også inspireret af, hvad Paradise Losts vokalist Nick Holmes beskrev som "en virkelig kold og mørk lyd af Dead Can Dance".
Paradise Lost var det første af de tre bands til at blive dannet i 1988 i Halifax, England. Deres debutalbum Lost Paradise blev udgivet i 1990, og "hjalp med at definere reglerne for death/doom metal: Skurrende, nedstemte hymner hvis elendighed toppede ved brugen af dødsmetalstilens strubevokaler," hvilket demonstrerede at bandet, "allerede rakte ud efter et område ukendt til deres dengang amatøristiske egenskaber og skjulte talent." Bandet "udviklede sig med et hurtigt slag," og det følgende år udkom deres andet album Gothic, som var "noget af en afvigelse fra bandets tidligste fans." Med et "mindre overvejet og mere energisk arrangement" indeholdt albummet en "ubetydelig renere fremgang til guitarknasen," og et "varsomt brug af keyboard og endda kvindelig vokal, som tilsammen skabte en mere atmosfærisk nuance til gruppens ultradepressive power akkorder." Gothic var en succes på hitlisterne især i Tyskland, og har siden været anset som "en af de mest indflydelsesrige albums" indenfor heavy metal musik, der var med til at skabe gothic metal genren. Deres album Shades of God fra 1992 fortsatte overgangen, mens det følgende album Icon repræsenterede et "vendepunkt" for bandet med det eksperimentelle brug af synthesizerede strenge, pauke, klaver og engleagtigt kvindelig vokal. I 1995 da Draconian Times udkom, stod Paradise Losts musikstil fast "mellem skarpt tyngende goth rock, og knasende heavy metal." Med disse fem albums havde bandet skabt "en klar samling af sange, der lød som Metallicas Black-æra, spillet af en gruppe, som elskede Sisters of Mercy". De er senere blevet genkendt som det band, "der oprindeligt lagde gothic frøet, som andre bands har hakket, og høstet de seneste år."
My Dying Bride, som også er fra Halifax, blev dannet i 1990. Ep'en Symphonaire Infernus Et Spera Empyrium "satte gang i en større interesse" efter dens udgivelse i 1991. Deres debutalbum As The Flower Withers fulgte kort tid efter det samme år. Albummet blev hyldet af pressen, og "vendte doom genren fuldkommen på hovedet." De rekrutterede en violinist til deres andet album Turn Loose the Swans. Til dette "banebrydende" album introducerede gruppen et "større element af mørk romantisme til deres doom musik." Vokalist Aaron Stainthorpe forklarer bandets valg af denne retning:
| Citat | Vi vidste, da Celtic Frost forsvandt, og blev til et glam rock band, at der var et marked for denne slags over toppen avantgarde band, nogen der lavede noget en lille smule underligt og anderledes. Paradise Lost gjorde noget lignende, men jeg tror ikke de havde denne mere romantiske kant. Vi appellerede beslutsomt til det gotiske, og jeg er ikke rigtig sikker på hvorfor. | Citat |
|       | |       |

Deres album fra 1995 The Angel and the Dark River "viste et skift i bandets strategi for første gang, ved at Stainthorpe droppede growl-vokalen til fordel for rene vokaler. Resten af gruppen "fulgte også denne adfærd ved at droppe alle dødsmetal-inspirationerne, og ved forsigtigt at bruge violiner og keyboards til at forstærke gruppens dyster tur" til et "fauna-visnende gothic doom metal." Mens albummet var meget eksperimenterende, forblev musikken dog stadig sorgfuld.
Anathema blev dannet i 1990 i Liverpool, og udgav i 1992 den "højt anerkendte" ep The Crestfallen. Den "knusende følelsesmæssige death/doom metal" på denne ep vedblev på deres debutalbum Serenades fra 1993, hvilket var "det mest traditionelle doom album blandt deres udgivelser." Deres sammenstilling af skrøbelighed og intensitet "skaffede dem en stærk fanskare." Pentecost III blev indspillet i 1994 som en anden ep, "der ikke desto mindre sluttede af med at blive lang nok, til at kunne kvalificere sig til et helt album." Den udkom i 1995, og samme år forlod vokalisten Darren White bandet. Guitaristen Vincent Cavanagh overtog positionen som vokalist til det efterfølgende album The Silent Enigma udgivet senere samme år. Albummet "markerede et vendepunkt for bandets lyd," hvor anmeldere drog paralleller til Pink Floyd, hvilket "bragte dem værdsættelse fra et mere mainstream-orienteret publikum, hvilket dog også kostede dem deres fanskare af inkarnerede doom fanatikere. Ligesom My Dying Bride indebar denne overgang, at de forlod deres traditionelle dødsmetal-lyd. De fortsatte med at eksperimentere på albummet Eternity fra 1996, ved at "strække dets sange ind til sorgfulde, orkestrale episke digte," der "hurtigt beviste at være deres mest originale værk til dato." Selvom Anathemas musik "ændrede sig meget, forblev deres hovedindhold hjertegivende melankoli og intensitet."

#### Andre pionerer
Over på den anden side af Atlanterhavet i New York dannede Peter Steele i 1990, ud af resterne fra sit tidligere thrash metal band Carnivore, Type O Negative . Ved udgivelsen af deres debutalbum Slow, Deep and Hard i 1991 fremviste bandet en "melodramatisk goth rock stil," der "omfattede lange sange bygget op af simple riffs, teatralske råbende vokaler, kirkeagtigt orgelspil og vokal-harmoni passager og en sær mekanisk larm." The Origin of the Feces fulgte i 1992, men det var deres tredje album Bloody Kisses fra 1993, der blev bandets gennembrud med et indhold beskrevet som en "forvrænget og hengiven parodi på goth rockens skik," og sangtekster der "triumferende vælter sig i goth klichér – sex, død, kristendom, vampyrer, mere sex og død." Albummet har sidenhen næsten solgt en million eksemplarer i USA, en overraskende succes der sørgede for "gothere" bemærkede gruppen. Type O Negatives musikalske stil er kendetegnet ved "nedstemte uklare guitarer" og "dyb baritone nynne" fra Peter Steele, beskrevet som en "skræmmende stor sarkastisk selv-misbilligende original, hvis tørre beskidte bemærkninger og morbide mandelighed udfordrer dem som insisterer på den arketypiske goth." Type O Negative er siden blevet kendt som pionerer indenfor genren. I sin anmeldelse af deres album Dead Again fra 2007 erklærede anmelder Greg Prato fra All Music Guide, at "før Type O Negative fandtes der ikke goth metal."
I 1988 var det ikke kun dannelsen af det pionerende band Paradise Lost der fandt sted, men også det svenske band Tiamat. Deres debutalbum Sumerian Cry udkom i 1990, og var musikalsk et dødsmetal-album. Deres tredje album Clouds blev udgivet i 1993, og var bandets første vendepunkt, hvor de "skarpt reducerede hurtigheden og de tunge træk til fordel for melodi og atmosfære." Albummet gjorde indtryk på den europæiske metal-kultur for dets atmosfæriske doom metal fremvisning, "forstærket af keyboards som aldrig kom i uoverensstemmelse med musikken eller udsat for overforbrug." Det næste album Wildhoney udkom i 1994 som et "artistisk og kommercielt gennembrud, der fuldkommen realiserede den lyd, som var antydet på de tidligere udgivelser, hvilket ledte til en større hyldest i metal-kredsen for dets dyster gotiske atmosfære." Albummet indeholdt et sammenspil af kontraster: På den ene side fintfølende akustisk guitarspil, rolig hviskende vokaler og engleagtige omkvæd og på den anden side massive riffs, industrial kværnende lyde og growl som det ses i dødsmetal. På efterfølgende udgivelser har Tiamat bevæget sig længere ind på gothic metal-området, da blandt andet Johan Edlund "droppede metal growlen til fordel for en uhyggelig nynnende vokal." Denne adfærd har fået anmeldere til at sammenligne Edlunds vokal med Sisters of Mercys Andrew Eldritch, og den musikalske med gruppen Nick Cave and the Bad Seeds. Bandet er blevet kendt for, at producere nogle af det mest "åbenlyse gotisk materiale" fra Skandinavien.
Helt tilbage til 1985 havde Celtic Frost allerede brugt kvindelige vokaler til nogle sange på albummet To Mega Therion. Paradise Lost begyndte også at bruge kvindelig vokal allerede på deres debutalbum Lost Paradise fra 1990. Inspireret af brugen af kvindelige sang på Paradise Losts andet album Gothic, udgav The Gathering deres debutalbum Always... i 1992 med den growlende vokal fra Bart Smits, kombineret med den kvindelige vokal fra Marike Groot. Musikken på dette album have "helt bestemt rødder i den mørke, middeltempoet stil fra gothic og doom metal." Deres andet album Almost a Dance udkom det følgende år med den nye vokalist Niels Duffhues, hvilket blev betragtet som "et underligt valgt for bandet." Duffhues' "punkede" og "alternativ rock-lignende" sangstil blev bredt betragtet som malplaceret i forhold til musikken, en opfattelse bandet selv var enig i, og albummet "blev som resultat godt og vel vraget ned." The Gathering besluttede at droppe den mandlige vokal, og i stedet bragte de den kvindelige sanger Anneke van Giersbergen til deres tredje udgivelse Mandylion et album, "der dristigt fik bandet til at bryde ud af gothic doom taksten fra de tidligere udgivelser." Resultatet blev anset som en "bandebrydende præstation" ved dens udgivelse i 1995, med anmeldere der beskrev det som et "mesterværk," og "gothic metals perfekte top." The Gatherings "introperspektive atmosfære skyldes i den grad Dead Can Dance, og etablerede dem som det ledende band i deres hjemland Holland."

### Udvikling

#### Gothic black metal
Det portugisiske band Moonspell debuterede i 1994 med Under the Moonspell, hvilket blev anset som "en af de mere respektable black metal udgivelser tidligt i 1990'erne." Musikken på ep'en var "atmosfærisk med folke og mellemøstlige inspirationer," udover dette kunne indflydelsen fra Dead Can Dance, høres i brugen af gæstemusikere med fløjte, violin, pauke, gongong og arabisk vokal. Styrken fra denne ep sørgede for bandet blev "forløbere" i den portugisiske metal scene, og de blev derved tilbudt en pladekontrakt af det tyske pladeselskab Century Media Records". Det var gennem dette selskab, at de udgav deres første studiealbum Wolfheart i 1995, hvilket fremviste en musikalsk overgang til gothic metal, ved at "indoperere genrens genkendelige elementer" af "morbid lyrisk ordning, trøstesløse og melankolske riffs, omgivende keyboards" og "dæmonisk salmemelodi." Mens Moonspells musik "altid har gået mellem metal musik og darkwave og gothic," kom inspirationen til det første album stadig fra black metal-grupper som Celtic Frost og Bathory. Deres næste album Irreligious fra 1996 havde i stedet inspiration fra goth pionererne Type O Negative, en gruppe de senere kom til at turnere med. Andre indflydelser på Moonspell inkluderer goth rock grupper som Mission U.K., the Sisters of Mercy og især Fields of the Nephilim.
Wolfheart "sørgede for en mindre sensation i den europæiske undergrund med dets episke metalliske hymner," mens Irreligious havde "forstærket deres position som budbringere af den gotiske metal bevægelse." Ved udgivelsen af deres fjerde album Butterfly Effect fra 1999 havde Moonspell "hurtigt udviklet sig til et af de store bands indenfor den europæiske goth metal scene." I processen havde bandet dog bevæget sig væk fra deres black metal rødder.
Den engelske gruppe Cradle of Filth kombinerede black metals "markante aggressive guitarer, og torturerede vokaler" med "stærkt, nogen gange, klichéagtigt goth udseende lige siden deres debutalbum The Principle of Evil Made Flesh". Mens andre grupper "prøvede at bruge gotiske fanfare i deres musik," lod Cradle of Filth "goth tilpasse sig heavy metal og ikke omvendt." Den "åbenbare goth indflydelse" kom i form af "lange keyboard indledninger, periodisk forekommende operaagtige kvindelige vokaler og Dani Filths sorte og blodige opfattelse af romantisk poesi." De tilføjede også "en Sisters of Mercy stil af melodi til vokalerne." Debutalbummet blev modtaget med blandet mening, men ikke desto mindre "skabte det bølger indenfor den tidlige black metal scene, hvilket satte Cradle of Filth på spidsen af metalhovedernes tunger, enten i hyldest til bandets frække forsøg på at bryde black metal mønsteret eller i hån for dets "kommercialisering" på et undergrunds fænomen, der var stolt af dens meget snavset kulturarv." Bandet gik gennem nogle udskiftninger i medlemmerne, da nogle forlod gruppen, og dannede den gotiske metal gruppe The Blood Divine med tidligere vokalist for Anathema Darren White. Cradle of Filths andet album Dusk... and Her Embrace udkom i 1996, som en "gotisk epik af hårrejsende forhold" og gruppen har efterfølgende "nydt en stribe af opmærksomhed i de sene 1990'er indtil århundredeskiftet, som ville være hårdt for en musikfan at gå glip af."

#### Skønheden og udyret (~beauty and the beast)
Udtrykket "skønheden og udyret, (en: beauty and the beast)" refererer til en æstetisk kontrast mellem "engleagtig" kvindelig vokal og mandlig growl eller aggressiv sang. Paradise Lost og The Gathering havde allerede brugt denne teknik i nogle sange på deres tidlige udgivelser, men det var det norske band Theatre of Tragedy, der først udgav et helt album med denne fremgangsmåde – på deres debutalbum i 1995. Det andet album Velvet Darkness They Fear udkom det følgende år. Theatre of Tragedys tredje album Aégis fra 1998 viste, bandet nu vovede sig ind på et nyt musikalsk territorium. Klaveret blev erstattet af elektroniske keyboards, mens Raymond Rohonyi fravalgte sin growl til fordel for en "blød, udtalt og nogen gange hviskende stemme." Musikken var mere ren og blød, med "fjernelsen af guitar hårdheden," men med en "næsten fejlfri henrettelse," der "omgående fik mange europæiske anmeldere til at tildele Aégis perfekt anmelder score."
Andre bands der brugte kontrasten mellem mandlig vokal og ren kvindelig sang, fortsatte sin opstand i de sene 1990'er. Trail of Tears blev dannet i 1994, mens Tristania og The Sins of Thy Beloved blev dannet i 1996. Alle tre norske grupper udgav deres debutalbum i 1998. Tristania var noget anderledes fra de andre ved deres brug af tre forskellige vokal-stile med den "operaagtige sopran fra Vibeke Stene, rensyngende kontratenor af Østen Bergøy og skærende black metalagtige skrig brugt af Morten Veland". Deres andet album Beyond the Veil fra 1999 gjorde brug af et timands sangkor med violinpassager spillet af Pete Johansen fra The Sins Of Thy Beloved, hvilket sørgede for, bandet fik "begejstrede anmeldelser i hele Europa." Dertil havde gruppen ophøjet sig til "toppen af den gotiske metal hob" med deres "frodige symfoniske forøgede" fremgangsmåde. De blev "tildelt et potentielt lammende stød," da sanger, guitarist og hovedkomponisten Veland forlod bandet for at danne Sirenia. Tristania fortsatte deres fremgangen med efterfølgende udgivelser, og er siden blevet "betragtet som en af verdens fornemmeste goth metal bands."
I over et årti har sangteknikken skønheden og udyret æstetisk blomstret med mange eksempler over hele det europæiske kontinent. Cradle of Filth har også været kendt for at bruge denne fremgangsmåde ved hjælp af kvindelige gæstevokalister som Liv Kristine og Sarah Jezebel Deva. Nogle få anmeldere har siden udtalt, at denne adfærd er blevet "brugt til døde af uendelig mange bands," og skønheden og udyret derfor er kommet til det punkt, hvor det er blevet en kliché i genren.

#### Symfonisk gothic metal
Tristania var ikke det eneste gothic metal band, der bragte symfoniske elementer til deres musik. Med inspiration fra Peaceville trioen Paradise Lost, Anathema og My Dying Bride blev det hollandske band Within Temptation dannet i 1996. Debutalbummet ved navn Enter blev udgivet det følgende år, hurtigt efterfulgt af ep'en The Dance. Begge udgivelser gjorde brug af sangteknikken "skønheden og udyret," udført af vokalist Sharon den Adel og Robert Westerholt.
Deres andet studiealbum Mother Earth blev udgivet i 2000, og undlod fuldkommen dødsmetalvokalerne, og var i stedet "afhængig af Adels majestætiske vokalegenskaber." Albummet var en kommerciel succes med singlen "Ice Queen," der toppede hitlisterne i Belgien og deres hjemland, Holland. Deres tredje album The Silent Force udkom i 2004 som et "ambitiøst projekt, der indeholdt et helt orkester, og kor som tog brug af 1980'er-sang." Resultatet var endnu en kommerciel succes i Europa, og introducerede "verdenen for heavy metal guitarer og kvindelige vokaler" til "et mainstream orienteret publikum." Within Temptations fremvisning af gothic metal kombinerer "den guitardrevne kraft fra hård rock med de strygende og storslåede træk fra symfonisk musik." Anmelderen Chad Bowar fra About.com beskriver deres stil som "den optimale balance" mellem "melodien og forbindelsen fra mainstream rock, dybden og sammensætningen fra klassisk musik og den mørke kant af gotisk metal." Den kommercielle succes for Within Tempatation har sidenhen resulteret i en opståen af flere gothic metal-bands, som har haft kvindelige forsangere, denne adfærd er især blevet set i Holland.
Et andet hollandsk band indenfor den symfoniske gothic metal gren er After Forever. Deres debutalbum Prison of Desire fra 2000 var "et modigt omend fejlbehæftet debutalbum, der drog sig ind på et ganske vist skræmmende foretagende: At gifte heavy metal med progressiv rock sammensætninger og klassisk musik organisering – og for at toppe det hele med jævnligt brug af grusomme cookie-monster vokaler, og en fuldkommen kvalificeret operasanger." Det andet album Decipher fulgte i 2001 med en musikalsk stil, der blev beskrevet af guitarist Sander Gommans som noget i samme stil med Within Temptation. Guitarist og vokalist Mark Jansen forlod After Forever kun få måneder efter udgivelsen af dette album. Jansen dannede efterfølgende Epica, et andet band der fremviser en blanding af gothic og symfonisk metal. Et debutalbum ved navn The Phantom Agony udkom i 2003 med musik som kombinerer Jansen dødsmetal-growl med de "engleagtige toner fra den klassisktrænede mezzosopran ved navn Simone Simons over et frodig fundament af symfonisk power metal."
Epicas musik er blevet beskrevet som en kombination af "en mørk jagende gotisk atmosfære med bombastisk og symfonisk musik." Ligesom Like Within Temptation og After Forever, er Epica blevet kendt for at bruge orkestre. Deres album The Divine Conspiracy blev en hitliste succes i deres hjemland.
Blandingen af symfonisk og gotisk metal er også dukket op i den modsatte rækkefølge. Bandet Nightwish fra Finland begyndte som en symfonisk power metal gruppe, før de introducerede gotiske elementer til deres album Once fra 2004 særligt singlen "Wish I Had an Angel." De fortsatte med at blande deres stil af "bombastisk, symfonisk og filmisk" metal med en gotisk atmosfære på deres efterfølgende album Dark Passion Play fra 2007. Den svenske gruppe Therion og den spanske gruppe Diabulus in Musica har også introduceret gotiske elementer til deres symfoniske metal musik på albummet Gothic Kabbalah fra 2007.

### Kommerciel succes
Med udgivelsen af deres sjette album One Second i 1997 tillagde Paradise Lost en mere kommerciel og pop-orienteret retning til genren, de selv havde hjulpet med at skabe. Hyldet af Ed Rivadavia fra All Music Guide, der beskrev albummet som en "radikal, men imponerende afvigelse" med ligheder til Depeche Mode med "intet tilbage af deres tidlige death/doom metal rødder." Følgende udgivelser "eksperimenterede i stigende grad med elektronik og popelementer, hvilket medførte at guitarerne gradvist blev skubbet i baggrunden." Resultatet var "en lettilgængelig lyd med stor vægt på iørefaldende omkvæd." Selvom One Second blev gruppens bedst sælgende album, mistede de nogle fans i processen. Til trods for opnåelsen af "et stort omdømme i Europa, hvor alle deres albums har solgt godt," er gruppens status som "stamfaderen til gothic metal konstant blevet overset både i deres hjemland og USA, muligvis på grund af deres beslutsomhed på ikke at lave den samme plade to gange."
Som kontrast er Cradle of Filth blevet et af de største navne indenfor deres black metal genre med et imponerende albumsalg, og de har derved nydt opmærksomhed fra et større publikum blandt andet ved deres opdukken på MTV, et niveau af succes der er så højt, at trofaste black metal fans har anklaget bandet for at være "sell outs." Moonspell har også "mistet mange fans, der ikke kunne holde ændringerne ud" i deres musik. Efter vokalist Fernando Ribeiros mening var fans fra de tidlige 1990'er "mindre kyniske og mere fordomsfri i deres hjerter og sind," end de er i 2007. Ikke desto mindre har bandet fortsat med at opleve succes med deres 2006 album Memorial, der debuterede som nummer 1 på deres hjemland, Portugals hitliste. De fik tildelt prisen "bedste portugisiske band" til MTV's europæiske musikprisuddeling i 2006, en bedrift Within Temptation også opnåede til prisuddelingen det efterfølgende år bare i kategorien "bedste hollandske og belgiske band." Within Temptation indtog også senere pladsen som deres lands bedst sælgende gruppe til World Music Awards i 2007.
Det italienske band Lacuna Coil er også blevet en "fremtrædende gruppe" indenfor den gotiske metal genre. Ligesom de andre bands der bruger "skønheden og udyret"-vokalen, anvender Lacuna Coil både en kvindelig og mandlig vokalist, Cristina Scabbia og Andrea Ferro. Dannet i Milan i 1994 udgav de et demobånd to år efter stiftelsen, stærkt inspireret af Paradise Lost og Type O Negative. Bandet skaffede sig en del opmærksomhed på Italiens ambient/goth scene" med deres ep Lacuna Coil fra 1998. Deres debutalbum In a Reverie blev udgivet i 1999, og indeholdt en stil, der bar "ligheder med samtidige bands som The Gathering og Moonspell". Lacuna Coils musik var også "mere lettilgængelig end mange af deres ligemænd." Et andet album Unleashed Memories udkom i 2001, men det var deres tredje album Comalies, der blev et gennembrud "hyldet af metalverdenen efter dets udgivelse i oktober 2002." På grund af styrken fra Comalies blev Lacuna Coil det mest succesfulde band i deres pladeselskab Century Media Records' historie, såvel som den bedst sælgende rock gruppe i deres hjemland, Italien. Bandet har også opnået at være det første, (så sent som fra 2007) og det eneste europæiske goth metal-band, der succesfuldt brød ind på det amerikanske marked med afspilning i radioen, og et imponerende albumsalg. Deres højt forventet fjerde album Karmacode fik også stor succes, og debuterede som nummer 28 på Billboard hitlisten. Albummene Comalies og Karmacode har "efter forlydende solgt godt og vel en million eksemplarer på verdensplan, en god luns i USA." Bandet blev også bemærket for at være den eneste gothic metal-gruppe til at spille på USA's største heavy metal festival Ozzfest, hvor de optrådte på hovedscenen sammen med andre kommercielle succesfulde bands som System of a Down, Disturbed, Avenged Sevenfold, Hatebreed, DragonForce, og Ozzy Osbourne. Lacuna Coil er også det eneste nuværende gothic metal band, der ikke bare har fået en, men hele to af deres sange med i et musikvideospil. Deres sang "Our Truth" vil være med på Rock Band 2, mens "Closer" er på Guitar Hero III: Legends of Rock.
I 2003 nød rockgruppen Evanescence fra Arkansas, USA også kommerciel succes med udgivelsen af deres debutalbum Fallen. Deres stil bragte en gotisk drejning til nu metal, med anmeldere som sammenlignede dem med andre nu metal grupper som P.O.D. og Linkin Park. Senere sammenligninger har siden været mellem Evanescence og gotiske metal grupper som Within Temptation og Lacuna Coil. Anmelder Adrien Begrand fra PopMatters bemærker ironisk, at mens Lacuna Coil "utrættelig havde opbygget en fanskare i Europa siden 1990'erne med deres lyttervenlige udgave af goth metal," er de blevet overskygget af "en flok korn-spisende børn fra Arkansas med en stor reklamemaskine bag dem, (som har taget) den lyd, det italienske sekstet havde hjulpet med at pionere, og præsentere det til de amerikanske forstads goht børn i en meget mere poporienteret og stum nedtrykt udgave."
Cammila Albertson fra All Music Guide lokaliserer lignende Evanescence som et skridt fjernere fra gothic metal i sin beskrivelse af bandet, som "en poporienteret version af en allerede fortyndet udgave af metal."
Mens Fernando Ribeiro fra Moonspell er enig i at Evanescence ikke er et metal band, udtaler Aaron Stainthorpe fra My Dying Bride, at han føler de amerikanske grupper gør noget lignende til hans eget band bare i en mere kommerciel retning. Gregor Mackintosh fra Paradise Lost bemærker en generation af sludder mellem sin gruppe og Evanescence, hvor han udtaler sig, at Paradise Lost kun har haft en indirekte indflydelse på Evanescence gennem andre grupper som Lacuna Coil. Succesen fra Evanescence anses som en åbning af "nye områder," gothic metal bands kan "udforske og erobre."
Et andet band der har opnået både kommerciel succes, og kontroverser er bandet HIM. Gruppen har "ikke kun domineret hitlisterne i deres hjemland Finland, men også hele Europa særligt i Tyskland." Deres debutalbum Greatest Lovesongs, Vol. 666 udkom i 1997, med et musikalsk indhold der "kombinerer metal med 1980'er rock og goth indflydelser." HIM begyndte at bevæge sig mod en mere "polerede pop" retning på deres efterfølgende album, Razorblade Romance fra 2000. Bandet beskriver deres "Sabbath-møder-Depeche Mode lyd" som love metal, taget fra titlen på deres fjerde album fra 2003. Deres næste album Dark Light blev bandets gennembrud i USA, hvor det debuterede som nummer 18 på Billboard hitlisten, en bedrift som blev overgået, da deres følgende udgivelse Venus Doom fra 2007 nåede plads 12.
Med et "omdømme som entatainer for teenagepiger" var mange lyttere af heavy metal "hurtige til at sky og lave sjov med dem, der indrømmede at lytte til det finske band." Anmelder Lance Teegarden fra PopMatters bemærker, at HIM "ikke er den slags band, der fremtryller en lunken reaktion, (som) mennesker der enten kan lide dem eller direkte miskrediterer dem." Vokalist Ville Valo forklarer, at grunden til mange rock fans ikke kan lide hans band, er fordi, de er bange for at acceptere deres feminine sider ved sin bemærkning "det at kalde dit band for H.I.M. er så tæt på bøsse, som du kan komme i at navngive dit band."
I det 21. århundrede har gothic metal bands opnået et stærkt nærvær til mainstreamen i Finland, med mange grupper som har nydt kommerciel succes. Udover det førnævnte band HIM har bandene Charon, Entwine, For My Pain..., Lullacry, Poisonblack, Sentenced, The 69 Eyes og To/Die/For haft singler og albums indenfor top ti på den finske hitliste. Af disse bands er Sentenced bemærkelsesværdig for at være blevet dannet helt tilbage i 1989 med tidlige udgivelser, der musikalsk lå i melodisk og blackened death metal retningen. For My Pain... blev stiftet som en supergruppe med medlemmer fra andre fremstående bands i Finland, som inkluderer Nightwish, Embraze, Eternal Tears of Sorrow og Reflexion.

## Etymologi
Gothic er et begreb, der er svært at "præcisere."
Nogle rapportere har foreslået, at der eksisterer en goht ideologi, tankegang eller et sæt almindelige værdier, men der er "kun meget lidt enighed om hvad det præcist indebærer." Forfatteren Gavin Baddeley beskriver den gotiske æstetik følgende:
| Citat | Goth er sofistikeret barbari. Det er en livslang lidenskab beklædt i symbolismen af død. Det er en kynisk følelse af kærlighed. Den betror pligt som forgængelig og forgængelighed som en pligt. Det er en kompulsion til at gøre de forkerte ting for alle de rigtige grunde. Det er en nostalgisk længsel for fortidens mørke dage, der aldrig var. Det benægter rettroende virkelighed, og lægger dets tro i billederne. Det er den ugudelige, det overnaturlige og unarturlige | Citat |
|       | |       |

Begrebet gothic blev konfronteret med heavy metal musik ved udgivelsen af Paradise Losts album Gothic fra 1991. Siden da har fans ofte været uenige med hinanden om, "hvilket bands er, og mest bestemt hvem er ikke ægte gothic." Det er også et normalt syn at se musikere tilknyttet til goth musik, "fornægte deres goth publikum," og distancerer sig fra genren, hvor bemærkelsesværdige eksempler inkluderer Rozz Williams fra Christian Death og Andrew Eldritch fra The Sisters of Mercy. Indenfor den gotiske metals undergenrer har medlemmer fra grupper som After Forever, HIM og Nightwish lignende bagatelliseret eller set bort fra den gotiske genre i deres musik.

## Fodnoter
1. ↑  Bowar, Chad. "Gothic Metal Artists". About.com. Arkiveret fra originalen 23. august 2011. Hentet 2008-05-06.
2. ↑  Gunn 2007, s. 44
3. 1 2  Bowar, Chad. "What Is Heavy Metal?". About.com. Arkiveret fra originalen 4. februar 2012. Hentet 2008-05-06.
4. 1 2 3  "Goth Metal". Allmusic. Arkiveret fra originalen 27. maj 2020. Hentet 2008-05-07.
5. 1 2 3  Köninger, Rainer & Melzer, Alex. "Do You Speak Metal?". The Metal Observer. Arkiveret fra originalen 21. maj 2008. Hentet 2008-05-06.{{cite web}}:  CS1-vedligeholdelse: Flere navne: authors list (link)
6. ↑  Arancio, Dennis. "In the Flowers Shade Review". Soniccathedral.com. Arkiveret fra originalen 25. december 2008. Hentet 2008-05-06.
7. ↑  van der Wal, Kim. "The Silhouette Review". Lordsofmetal.nl. Hentet 2008-05-06.
8. ↑  Fox, Erin. "Interview with Anders Jacobsson of Draconian". Thegauntlet.com. Arkiveret fra originalen 22. december 2015. Hentet 2008-05-06.
9. ↑  Sharpe-Young, Garry. "Graveworm". Rockdetector. Hentet 2008-04-19.
10. ↑  Melzer, Alexander. "Pleasureligion review". The Metal Observer. Arkiveret fra originalen 23. juni 2008. Hentet 2008-04-19.
11. ↑  Sharpe-Young, Garry. "Samsas Traum". Rockdetector. Hentet 2008-04-19.
12. ↑  Melzer, Alexander. "Existentia review". The Metal Observer. Arkiveret fra originalen 30. juni 2008. Hentet 2008-06-05.
13. ↑  Melzer, Alexander. "Where Twilight Dwells review". The Metal Observer. Arkiveret fra originalen 3. maj 2008. Hentet 2008-06-05.
14. ↑  Melzer, Alexander. "Ghosts Of The Sun review". The Metal Observer. Arkiveret fra originalen 8. juni 2008. Hentet 2008-06-05.
15. 1 2 3  Baddeley 2002, s. 268
16. 1 2 3 4 5 6 7 8  Rivadavia, Ed. "Tristania". Allmusic. Hentet 2008-04-18.
17. 1 2  Bowar, Chad. "Dead Again review". About.com. Arkiveret fra originalen 6. december 2007. Hentet 2008-04-10.
18. ↑  Chamberland, Mathieu. "Interview with Cadaveria of Cadaveria". The Metal Observer. Arkiveret fra originalen 23. juni 2008. Hentet 2008-05-07.
19. ↑  Bowar, Chad. "Vol. 4 Review". About.com. Arkiveret fra originalen 27. marts 2009. Hentet 2008-05-07.
20. 1 2 3 4 5  Reesman, Bryan. "They Will Rise: Metal's female ranks on the move". GRAMMY.com. Arkiveret fra originalen 29. maj 2007. Hentet 2008-05-07.
21. ↑  Kahn Harris 2007, s. 71
22. ↑  "Doom Metal". Allmusic. Arkiveret fra originalen 20. december 2010. Hentet 2008-05-07.
23. ↑  Jeffries, Vincent. "Turn Loose the Swans review". Allmusic. Hentet 2008-05-07.
24. 1 2  Taylor, Robert. "Eternity review". Allmusic. Hentet 2008-04-06.
25. ↑  Blackie, Andrew. "PopMatters". PopMatters. Hentet 2008-05-07.
26. ↑  Day 2006, s. xi
27. ↑  Harper, Rick. "Interview with Cadaveria of Cadaveria". Soniccathedral.com. Arkiveret fra originalen 8. juni 2008. Hentet 2008-05-07.
28. ↑  Lee, David. "Interview with Dani Filth of Cradle of Filth". Metal-rules.com. Hentet 2008-06-10.
29. ↑  Rivadavia, Eduardo. "Memorial review". Allmusic. Hentet 2008-06-10.{{cite web}}:  CS1-vedligeholdelse: url-status (link)
30. ↑  Borgioli-Jones, David. "Interview with Sonya Scarlet of Theatres des Vampires". Rockdetector. Hentet 2008-06-10.
31. ↑  Wolff, John. "Interview with Lisa Schaphaus of Xandria". Soniccathedral.com. Arkiveret fra originalen 4. august 2008. Hentet 2008-06-10.
32. 1 2  Rivadavia, Ed. "Ashes review". Allmusic. Hentet 2008-05-11.
33. ↑  Stefanis, John. "Interview with Aaron Stainthorpe of My Dying Bride". Getreadytorock.com. Hentet 2008-05-07.
34. ↑  Kilpatrick 2004, s. 208
35. ↑  Rozz. "Interview with Lorentz Aspen of Theatre of Tragedy". Metalstorm.ee. Arkiveret fra originalen 23. april 2008. Hentet 2008-05-07.
36. ↑  Seaver, Morley. "Interview with Liv Kristine of Leaves' Eyes". Antimusic.com. Hentet 2008-05-07.
37. ↑  Pedro Azevedo. "Interview with Vincent Kavanagh of Anathema". Chronicles of Chaos. Hentet 2008-05-07.
38. ↑  Dunphy, John. "Interview with Sabine Duenser of Elis". Musictap.net. Arkiveret fra originalen 18. september 2008. Hentet 2008-05-07.
39. ↑  "Interview with Johan Edlund, Anders Iwers and Fredrik Åkesson of Tiamat". Tartareandesire.com. Arkiveret fra originalen 17. juni 2008. Hentet 2008-05-07.
40. ↑  Fisher, Mark. "Interview with Carmen Espanaes of Midnattsol". Musicaldiscoveries.com. Hentet 2008-05-07.
41. ↑  Matthijssens, Vera. "Interview with Manuel Mundoz of The Old Dead Tree". Lordsofmetal.nl. Hentet 2008-05-07.
42. ↑  Van Berlo, Boris. "Interview with Stefan Fiori of Graveworm". Tartareandesire.com. Arkiveret fra originalen 6. november 2008. Hentet 2008-05-07.
43. ↑  Wolff, John. "Interview with Cristina Scabbia of Lacuna Coil". Soniccathedral.com. Arkiveret fra originalen 26. oktober 2007. Hentet 2008-05-07.
44. ↑  Elliot, R. W. "Interview with Tanja Lainio of Lullacry". Musicaldiscoveries.com. Hentet 2008-05-07.
45. 1 2 3  Baddeley 2002, s. 263–4
46. ↑  Punter 2004, s. 61
47. ↑  Hoskyns 2004, s. 69
48. ↑  Baddeley 2002, s. 264
49. ↑  Huey, Steve. "Mercyful Fate". Allmusic. Hentet 2008-05-07.
50. ↑  Rivadavia, Ed. "Fatal Portrait review". Allmusic. Hentet 2008-05-07.
51. 1 2  Baddeley 2002, s. 265
52. ↑  Huey, Steve. "Danzig". Allmusic. Hentet 2008-05-07.
53. ↑  "Metal-Rules". Tom Gabriel Fischer Interview. Arkiveret fra originalen 5. februar 2012. Hentet 2008-05-07.
54. ↑  Rivadavia, Ed. "Celtic Frost". Allmusic. Hentet 2008-05-07.
55. ↑  Williams, Barbara. "Interview with Christofer Johnsson of Therion". Metalcrypt.com. Hentet 2008-05-07.
56. ↑  "Goth Rock". Allmusic. Hentet 2008-05-07.
57. ↑  Huey, Steve. "Sisters of Mercy". Allmusic. Hentet 2008-05-07.
58. ↑  Leguay 2006, s. 211
59. ↑  Bush, John. "Fields of the Nephilim". Allmusic. Hentet 2008-05-07.
60. ↑  Prato, Greg. "Mourning Sun review". Allmusic. Hentet 2008-05-07.
61. 1 2  Huey, Steve. "Christian Death". Allmusic. Hentet 2008-05-07.
62. ↑  Leguay 2006, s. 68.
63. ↑  Huey, Steve. "Sex and Drugs and Jesus Christ review". Allmusic. Hentet 2008-05-07.
64. ↑  Bowar, Chad. "In Requeim review". About.com. Hentet 2008-04-06.
65. ↑  Baddeley 2002, ss. 265–6
* Se også Sharpe-Young 2007, ss. 246, 275
66. 1 2  Blackie, Andrew. "In Requiem review". PopMatters. Hentet 2008-04-06.
67. ↑  Baddeley 2002, ss. 265–6
68. ↑  Ankeny, Jason. "Paradise Lost". Allmusic. Hentet 2008-04-06.
69. 1 2  Rivadavia, Ed. "Lost Paradise review". Allmusic. Hentet 2008-04-06.
70. 1 2  Rivadavia, Ed. "Gothic review". Allmusic. Hentet 2008-04-06.
71. 1 2  Sharpe-Young, Garry. "Paradise Lost". Rockdetector. Hentet 2008-04-06.
72. ↑  Melzer, Alexander. "Gothic review". Allmusic. Arkiveret fra originalen 3. maj 2008. Hentet 2008-04-06.
73. ↑  Rivadavia, Ed. "Shades of God review". Allmusic. Hentet 2008-04-06.
74. ↑  Anderson, Christopher. "Icon review". Allmusic. Hentet 2008-04-06.
75. ↑  Jehnzen, Daevid. "Draconian Times review". Allmusic. Hentet 2008-04-06.
76. 1 2 3  Bansal, Vik. "Paradise Lost review". Musicomh.com. Arkiveret fra originalen 12. maj 2008. Hentet 2008-04-06.
77. ↑  Malmstedt, Kalle. "Interview with Aaron Stainthorpe of My Dying Bride". Releasemagazine.net. Hentet 2008-04-06.
78. ↑  Bromley Adrian. "Dying With Pride". Chronicles of Chaos. Hentet 2008-04-07.
79. 1 2 3  Sharpe-Young, Garry. "My Dying Bride". Rockdetector. Hentet 2008-04-07.
80. 1 2 3  Serba, John. "The Bride No Longer Wears Black". Chronicles of Chaos. Hentet 2008-04-07.
81. ↑  Serba, John. "The Angel and the Dark River review". Allmusic. Hentet 2008-04-07.
82. 1 2 3 4  Sharpe-Young, Garry. "Anathema". Rockdetector. Hentet 2008-04-07.
83. 1 2 3  Huey, Steve. "Anathema". Allmusic. Hentet 2008-04-07.
84. ↑  Matthijssens, Vera. "A Moment In Time review". Lordsofmetal.nl. Hentet 2008-04-07.
85. ↑  Huey, Steve. "Type O Negative". Allmusic. Hentet 2008-04-10.
86. ↑  Huey, Steve. "Slow, Deep and Hard review". Allmusic. Hentet 2008-04-10.
87. 1 2  Maki, Jeff. "Dead Again review". Live-metal.net. Arkiveret fra originalen 23. juni 2008. Hentet 2008-04-10.
88. ↑  Huey, Steve. "Bloody Kisses review". Allmusic. Hentet 2008-04-10.
89. ↑  Baddeley 2002, s. 270
90. ↑  Quentin Kalis. "Life Is Killing Me review". Chronicles of Chaos. Hentet 2008-04-10.
91. ↑  Baddeley 2002, s. 269-70
92. ↑  Prato, Greg. " Dead Again review". Allmusic. Hentet 2008-04-10.
93. ↑  Rivadavia, Ed. "Sumerian Cry review". Allmusic. Hentet 2008-04-11.
94. ↑  Melzer, Alexander. "Clouds review". Tartareandesire.com. Arkiveret fra originalen 10. november 2009. Hentet 2008-04-13.
95. ↑  Eldefors, Vincent. "Clouds review". Tartareandesire.com. Arkiveret fra originalen 10. november 2009. Hentet 2008-04-13.
96. ↑  Huey, Steve. "Tiamat". Allmusic. Hentet 2008-04-13.
97. ↑  Rivadavia, Ed. "Wildhoney review". Allmusic. Hentet 2008-04-13.
98. ↑  Huey, Steve. "Deeper Kind of Slumber review". Allmusic. Hentet 2008-04-13.
99. 1 2 3 4 5  Baddeley 2002, s. 267
100. ↑  Sharpe-Young, Garry. "Celtic Frost". Rockdetector. Hentet 2008-04-14.
101. ↑  Willems, Steven. "Interview with Hans Rutten of The Gathering". Gathering.nl. Arkiveret fra originalen 3. januar 2008. Hentet 2008-04-14.
102. 1 2  Begrand, Adrien. "Mandylion review". PopMatters. Hentet 2008-04-14.
103. 1 2 3  Bickers, James. "The Gathering". Allmusic. Hentet 2008-04-14.
104. ↑  Schoenmakers, Remco. "Interview with Anneke van Giersbergen of The Gathering". Dprp.net. Hentet 2008-04-14.
105. ↑  Sharpe-Young, Garry. "The Gathering". Rockdetector. Hentet 2008-04-14.
106. ↑  Rivadavia, Ed. "Mandylion review". Allmusic. Hentet 2008-04-14.
107. ↑  Melzer, Alexander. "Mandylion review". The Metal Observer. Arkiveret fra originalen 7. september 2015. Hentet 2008-04-14.
108. ↑  Grant, Sam. "Mandylion review". Soniccathedral.com. Arkiveret fra originalen 18. juni 2013. Hentet 2008-04-14.
109. ↑  Kavka 2002, s. 210
110. ↑  Prato, Greg. "Under Satanae review". Allmusic. Hentet 2008-04-13.
111. ↑  Bowar, Chad. "Under Satanae review". About.com. Arkiveret fra originalen 8. maj 2012. Hentet 2008-04-13.
112. 1 2 3 4  Sharpe-Young, Garry. "Moonspell". Rockdetector. Hentet 2008-04-13.
113. ↑  Melzer, Alexander. "Wolfheart review". The Metal Observer. Arkiveret fra originalen 9. marts 2016. Hentet 2008-04-13.
114. ↑  Rivadavia, Ed. "Wolfheart review". Allmusic. Hentet 2008-04-13.
115. 1 2  Apicella, Vinnie. "Interview with Fernando Ribeiro of Moonspell". Stormbringer Webzine. Arkiveret fra originalen 17. maj 2008. Hentet 2008-04-13.
116. 1 2 3  Tuinman, Ferdinand. "Interview with Fernando Ribeiro of Moonspell". Lordsofmetal.nl. Hentet 2008-04-13.
117. ↑  Rivadavia, Eduardo. "Butterfly Effect review". Allmusic. Hentet 2008-04-13.
118. ↑  Smit, Jackie. "The Antidote review". Chronicles of Chaos. Hentet 2008-04-13.
119. 1 2 3  Torreano, Bradley. "Dusk and Her Embrace review". Allmusic. Hentet 2008-04-13.
120. 1 2  Serba, John. "The Principle of Evil Made Flesh review". Allmusic. Hentet 2008-04-13.
121. ↑  Rivadavia, Ed. "The Blood Divine". Allmusic. Hentet 2008-04-13.
122. ↑  Buckley 2003, s. 238
123. 1 2 3  Sharpe-Young, Garry. "Theatre of Tragedy". Rockdetector. Hentet 2008-04-18.
124. 1 2  Eldefors, Vincent. "Aégis review". Tartareandesire.com. Arkiveret fra originalen 5. marts 2008. Hentet 2008-04-18.
125. ↑  Sharpe-Young, Garry. "Trail of Tears". Rockdetector. Hentet 2008-04-18.
126. ↑  Sharpe-Young, Garry. "Tristania". Rockdetector. Hentet 2008-04-18.
127. ↑  Sharpe-Young, Garry. "The Sins of Thy Beloved". Rockdetector. Hentet 2008-04-18.
128. ↑  Eldefors, Vincent. "Beyond the Veil review". Tartareandesire.com. Arkiveret fra originalen 6. juni 2011. Hentet 2008-05-11.
129. ↑  Rivadavia, Ed. "Sirenia". Allmusic. Hentet 2008-04-18.
130. 1 2  Sharpe-Young, Garry. "Cradle of Filth". Rockdetector. Hentet 2008-04-25.
131. ↑  Begrand, Adrien. "Blood and Thunder: The Great Beast Resurrected". PopMatters. Hentet 2008-04-18.
132. ↑  Elkerbout, Milan. "The Last Moment review". PopMatters. Arkiveret fra originalen 21. juni 2008. Hentet 2008-04-18.
133. ↑  Shyu, Jeffrey. "Interview with Jeroen van Veen of Within Temptation". Ssmt-reviews.com. Arkiveret fra originalen 5. februar 2012. Hentet 2008-04-22.
134. 1 2  Sharpe-Young, Garry. "Within Temptation". Rockdetector. Hentet 2008-04-22.
135. ↑  Taylor, Robert. "Mother Earth review". Allmusic. Hentet 2008-04-22.
136. 1 2 3  Deming, Mark. "AMG Within Temptation". Allmusic. Hentet 2008-04-22.
137. ↑  Tuinman, Ferdinand. "The Silent Force review". Lordsofmetal.nl. Hentet 2008-04-22.
138. ↑  Bowar, Chad. "The Heart of Everything review". About.com. Arkiveret fra originalen 11. januar 2008. Hentet 2008-04-22.
139. ↑  Tuinman, Ferdinand. "The Heart of Everything review". Lordsofmetal.nl. Hentet 2008-04-22.
140. ↑  Westlund, Adam. "After Forever review". The Metal Observer. Arkiveret fra originalen 16. juni 2008. Hentet 2008-04-22.
141. ↑  Rivadavia, Ed. "Prison of Desire review". Allmusic. Hentet 2008-04-22.
142. ↑  Vermeere, Ralph. "Interview with Sander Gommans of After Forever". Rockezine.com. Hentet 2008-04-22.
143. ↑  Sharpe-Young, Garry. "After Forever". Rockdetector. Hentet 2008-04-22.
144. ↑  Melzer, Alexander. "The Divine Conspiracy review". The Metal Observer. Arkiveret fra originalen 21. juni 2008. Hentet 2008-04-22.
145. ↑  Rivadavia, Eduardo. "The Phantom Agony Review". Allmusic. Hentet 2008-04-22.
146. ↑  Bowar, Chad. "The Divine Conspiracy review". About.com. Arkiveret fra originalen 20. januar 2013. Hentet 2008-04-22.
147. ↑  Matthijssens, Vera. "After Forever Review". Lordsofmetal.nl. Hentet 2008-04-22.
148. ↑  Smit, Bas. "Consign To Oblivion Review". Lordsofmetal.nl. Hentet 2008-04-22.
149. ↑  "Epica: 'The Divine Conspiracy' Enters Dutch Chart At No. 9". Blabbermouth.net. 2007-09-14. Arkiveret fra originalen 2. maj 2007. Hentet 2008-05-09.
150. ↑  Rivadavia, Eduardo. "Century Child review". Allmusic. Hentet 2008-04-23.
151. ↑  Grant, Sam. "Once review". Soniccathedral.com. Arkiveret fra originalen 4. august 2008. Hentet 2008-04-23.
152. ↑  Fulton, Katherine. "End of an Era review". Allmusic. Hentet 2008-04-23.
153. ↑  Bowar, Chad. "Dark Passion Play Review". About.com. Arkiveret fra originalen 21. maj 2013. Hentet 2008-04-23.
154. ↑  Bowar, Chad. "Gothic Kabbalah review". About.com. Arkiveret fra originalen 3. marts 2016. Hentet 2008-04-23.
155. ↑  Maki, Jeff. "Gothic Kabbalah review". Live-metal.net. Arkiveret fra originalen 28. maj 2015. Hentet 2008-04-23.
156. ↑  Rivadavia, Ed. "One Second review". Allmusic. Hentet 2008-04-06.
157. ↑  Azevedo, Pedro. "Paradise Lost review". Chronicles of Chaos. Hentet 2008-04-06.
158. 1 2  Tuinman, Ferdinand. "Interview with Aaron Aedy of Paradise Lost". Lordsofmetal.nl. Hentet 2008-04-06.
159. ↑  Jurek, Thom. "Thornography review". Allmusic. Hentet 2008-04-25.
160. ↑  Matthijssens, Vera. "Interview with Fernando Ribeiro of Moonspell". Lordsofmetla.nl. Hentet 2008-04-25.
161. ↑  "Moonspell Named Best Portuguese Act At MTV's Europe Music Awards". Blabbermouth.net. 2006-11-02. Arkiveret fra originalen 10. marts 2007. Hentet 2008-04-25.
162. ↑  "Within Temptation Wins Best Dutch & Belgian Act Award At MTV's European Music Awards". Blabbermouth.net. 2007-11-02. Arkiveret fra originalen 21. februar 2009. Hentet 2008-04-25.
163. ↑  "Within Temptation Honored At World Music Awards". Blabbermouth.net. 2007-11-05. Arkiveret fra originalen 26. maj 2012. Hentet 2008-04-25.
164. 1 2 3 4  Sharpe-Young, Garry. "Lacuna Coil". Rockdetector. Hentet 2008-04-23.
165. ↑  Karma E. Omowale. "Interview with Andrea Ferro of Lacuna Coil". Fourteeng.net. Arkiveret fra originalen 4. oktober 2012. Hentet 2008-04-23.
166. 1 2  DaRonco, Mike. "Lacuna Coil". Allmusic. Hentet 2008-04-23.
167. ↑  Huey, Steve. "In a Reverie review". Allmusic. Hentet 2008-04-23.
168. ↑  Hinds, Andy. "Unleashed Memories". Allmusic. Hentet 2008-04-23.
169. ↑  Bowar, Chad. "Karmacode review". About.com. Arkiveret fra originalen 13. maj 2008. Hentet 2008-04-23.
170. ↑  The Ozzfest Community at Ozzfest.com, Heavy Metal & Hard Rock
171. ↑  "limpin". Arkiveret fra originalen 23. juni 2008. Hentet 22. juli 2008.
172. ↑  "IGN: Rock Band Ultimate Track List". Arkiveret fra originalen 13. juli 2008. Hentet 22. juli 2008.
173. ↑  "Second Cup Cafe: Amy Lee Of Evanescence". CBS News. 2007-11-10. Hentet 2008-04-27.
174. ↑  Smit, Bas. "Fallen review". Lordsofmetal.nl. Hentet 2008-04-27.
175. ↑  Miller, Kirk. "Fallen review". Rolling Stone. Arkiveret fra originalen 26. oktober 2009. Hentet 2008-04-27.
176. ↑  Loftus, Johnny. "Fallen review". Allmusic. Hentet 2008-04-27.
177. ↑  Chamberland, Mathieu. "The Silent Force review". The Metal Observer. Arkiveret fra originalen 7. september 2015. Hentet 2008-04-27.
178. 1 2  Albertson, Cammila. "Karmacode Review". Allmusic. Hentet 2008-04-27.
179. ↑  Begrand, Adrien. "Karmacode Review". PopMatters. Hentet 2008-05-07.
180. ↑  Ficklin, Jeff. "Interview with Fernando Ribeiro of Moonspell". Metal-realm.net. Arkiveret fra originalen 27. juni 2009. Hentet 2008-04-27.
181. ↑  Grow, Kory. "My Dying Bride". Decibel Magazine. Arkiveret fra originalen 15. januar 2007. Hentet 2008-04-27.
182. ↑  D., Chris. "Interview with Gregor Mackintosh of Paradise Lost". Metal-temple.com. Arkiveret fra originalen 15. april 2008. Hentet 2008-04-27.
183. ↑  McGrath, Ken. "Interview with Robert Westerholt of Within Temptation". Blistering.com. Hentet 2008-04-27.
184. ↑  "HIM: New Video Interview With Ville Valo Available". Blabbermouth.net. 2007-09-27. Arkiveret fra originalen 26. maj 2012. Hentet 2008-05-11.
185. ↑  Sharpe-Young, Garry. "HIM". Rockdetector. Hentet 2008-05-09.
186. ↑  Ravelin, Antti J. "Greatest Lovesongs, Vol. 666 review". Allmusic. Hentet 2008-05-09.
187. 1 2  Ravelin, Antti J. "Deep Shadows and Brilliant Highlights review". Allmusic. Hentet 2008-05-09.
188. ↑  Erin Broadley. "Interview with Ville Valo of HIM". Suicidegirls.com. Hentet 2008-05-09.
189. ↑  "H.I.M.: 'Dark Light' Breaks U.S. Top 20!". Blabbermouth.net. 2005-10-05. Arkiveret fra originalen 26. maj 2012. Hentet 2008-05-09.
190. ↑  "HIM On MTV Germany's 'TRL'; Video Available". Blabbermouth.net. 2007-10-02. Arkiveret fra originalen 2. oktober 2007. Hentet 2008-05-09.
191. ↑  Vieth, Eric. "Dark Light review". The Metal Observer. Arkiveret fra originalen 30. april 2008. Hentet 2008-05-09.
192. ↑  Teegarden, Lance. "Love Metal review". PopMatters. Hentet 2008-05-09.
193. ↑  "H.I.M. Frontman: 'We Stand For Everything That Slipknot Is Not'". Blabbermouth.net. 2006-01-10. Arkiveret fra originalen 27. maj 2010. Hentet 2008-05-11.
194. ↑  "HIM: 'Venus Doom' Enters Finnish Chart At No. 2". Blabbermouth.net. 2007-09-20. Arkiveret fra originalen 11. oktober 2007. Hentet 2008-05-09.
195. ↑  "Charon: 'Colder' Single Enters Finnish Chart At No. 5". Blabbermouth.net. 2005-12-19. Arkiveret fra originalen 26. maj 2012. Hentet 2008-05-09.
196. ↑  "Entwine Reach No. 3 On Finnish Singles Chart". Blabbermouth.net. 2004-02-19. Arkiveret fra originalen 26. maj 2012. Hentet 2008-05-09.
197. ↑  "For My Pain... Climb To Position No. 7 On Finnish Single Chart". Blabbermouth.net. 2004-07-04. Arkiveret fra originalen 26. maj 2012. Hentet 2008-05-09.
198. ↑  "Lullacry Debut At Finnish #5!". Blabbermouth.net. 2003-01-27. Arkiveret fra originalen 6. november 2003. Hentet 2008-05-09.
199. ↑  "Poisonblack: 'Lust Stained Despair' Enters Finnish Chart At No. 2". Blabbermouth.net. 2006-09-07. Arkiveret fra originalen 26. maj 2012. Hentet 2008-05-09.
200. ↑  "Sentenced Top Finnish Single Chart". Blabbermouth.net. 2005-05-08. Arkiveret fra originalen 26. maj 2012. Hentet 2008-05-09.
201. ↑  "The 69 Eyes: 'Perfect Skin' Single Tops Finnish Chart". Blabbermouth.net. 2007-02-07. Hentet 2008-05-17.
202. ↑  "To/Die/For: New Single Is A Chart Success In Finland". Blabbermouth.net. 2006-09-24. Arkiveret fra originalen 26. maj 2012. Hentet 2008-05-09.
203. ↑  Sharpe-Young, Garry. "Sentenced". Rockdetector. Hentet 2008-05-09.
204. ↑  Stenberg, Frodi. "North From Here review". The Metal Observer. Arkiveret fra originalen 22. juni 2008. Hentet 2008-05-09.
205. ↑  "For My Pain: A New Finnish "Supergroup"". Blabbermouth.net. 2002-03-22. Arkiveret fra originalen 2. november 2003. Hentet 2008-05-09.
206. ↑  Baddeley 2002, s. 9
207. ↑  Punter 2004, s. 61–2
208. ↑  Baddeley 2002, s. 19
209. ↑  Baddeley 2002, s. 271
210. ↑  Baddeley 2002, s. 248
211. ↑  McCormack, John. "Interview with Joost Van Den Broeck of After Forever". Metalmonk.co.uk. Arkiveret fra originalen 14. april 2008. Hentet 2008-05-07.
212. ↑  Haack, Melanie. "Interview with Ville Valo of HIM". Metalstorm.ee. Arkiveret fra originalen 2. juni 2008. Hentet 2008-05-07.
213. ↑  Hall of Metal. "Interview with Tuomas Holopainen and Anette Olzon of Nightwish". Hallofmetal.com. Arkiveret fra originalen 31. december 2007. Hentet 2008-03-16.